# 炸弹之父
空投高功率真空炸彈（簡稱 ）是俄羅斯秘密研發的真空彈，俗称炸彈之父，於2007年9月11日以Tu-160海盜旗戰略轟炸機進行投放測試。它用納米科技製造，俄軍號稱是美國「炸彈之母」的四倍威力，即相當於40多噸的TNT炸藥，因「炸彈之母」而遂稱「炸彈之父」（俄語：Папа всех бомб）原为威力最強的傳統式（非核子）炸彈，后被美國以新開發的“炸弹之祖”反超。雖然有人質疑炸彈之父的威力，但根據俄羅斯軍方的消息指出，炸彈之父仍將會取代俄軍數種小型核武，顯見其威力相當巨大。

## 介紹
炸彈之父的真空設備能產生44噸TNT的威力，使用新式7.8噸的高爆品，此高爆品以納米技術開發。因此FOAB能散發有小型核武器威力的衝擊波。炸彈會在半空中爆炸，而主要破壞是由爆炸產生的超音波衝擊波和極高溫，而極高溫把附近一切燒成灰所造成。燃料空氣炸彈和常規炸彈之間的分別在於，燃料空氣炸彈直接使用大氣中的氧氣，而常規炸彈則在高爆品帶有氧化劑。FOAB比常規炸彈產生更多能量，但是更難控制。
FOAB比MOAB更小，但是威力更強。因為奈米技術的關係，FOAB爆炸中央的溫度比MOAB高一倍，威力可媲美核武器，同時，使用FOAB不破壞或污染環境（除投放環境之外在衝擊波半徑裡面），而且FOAB的衝擊波半徑是300米，是MOAB的两倍。

## 炸彈之父和炸彈之母的規格比較
| 項目      | 美國（炸彈之母） | 俄羅斯（炸彈之父） |
| --------- | ---------------- | ------------------ |
| 質量:     | 8,200公斤        | 7,100公斤          |
| TNT當量:  | 11公噸           | ～44公噸           |
| 爆炸半徑: | 150米（500英尺） | 300米（1,000英尺） |
| 導引:     | INS/GPS          | GLONASS            |

## 相關
- 巨型钻地彈
- 沙皇炸彈
- 燃料空氣炸彈
- 炸彈之母

## 外部連接
- Россия испытала самую мощную в мире вакуумную бомбу （页面存档备份，存于） РИА Новости
- Russia tests giant fuel-air bomb （页面存档备份，存于） // Би-би-си, 12 September 2007.
- Did Russia Stage the Father of All Bombs Hoax? // Wired, 04.10.2007